# Luis García Guinea
Luis García Guinea (Saldaña, Palencia, 1915 - Santander, 1979) fue un notario español, conocido por sus excursiones en la Montaña Palentina y la sierra de Híjar, y por sus libros Diario de guerra y Hoyo Sacro. Era el hermano mayor del historiador Miguel Ángel García Guinea.

## Biografía
Nació en Saldaña, Palencia, aunque estuvo desde la niñez muy vinculado al valle de Campoo, en Cantabria, donde su familia poseía una casa en la localidad de Naveda en la que pasaba varios meses al año.
Estudió la carrera de Derecho en la Universidad de Deusto y la Universidad de Valladolid, tras lo cual se presentó a las oposiciones a Notarías de 1944, donde alcanzó la máxima nota de su promoción. Fue notario en Cervera de Pisuerga durante once años. Aprovechando esta dilatada estancia en el corazón de la montaña palentina, ascendió a sus principales cumbres y descubrió nuevas rutas y vías de ascensión, como la conocida Senda del Notario, que lleva a la cumbre del pico Curavacas por su cara norte.
Compartía con su hermano Miguel Ángel la pasión por las montañas cántabras, especialmente por los montes de Híjar, donde construyó en 1959 una pequeña cabaña en la cubeta glaciar del Hoyo Sacro, en el pico Cuchillón. Más tarde lo explicaría de esta forma en su libro Hoyo Sacro:

...al coronar jadeante la cumbre de una ladera profusamente salpicada de ráspanos, apareció ante mí una braña jugosa y fresca, rodeada de inmensas moles de rocas. Corría, atravesándola, un arroyo que parecía resistirse a abandonar lecho tan plácido a juzgar por las revueltas perezosas que daba antes de despeñarse por la cuenca en busca del Híjar. Encontré el lugar que ni hecho expresamente para satisfacer mi gusto. Almorcé allí junto a una friísima fuente que nace al pie de una roca, y me prometí que en sitio tan placentero construiría mi cabaña..
 Hoyo Sacro.

Además del libro mencionado, escribió Diario de guerra. Un paréntesis de tres años (1936-1939).  En el mismo se narra su experiencia al ser sorprendido por el estallido de la Guerra Civil en la casa de Naveda, de donde tuvo que huir por temor a ser represaliado por los milocianos frentepopulistas por pertenecer a una familia burguesa:

Como parece inminente que los milicianos suban a Campoo, deciden las personas mayores que las mujeres y los niños se vayan a dormir a una de las últimas casas del pueblo, más sencilla y, en consecuencia, más segura. La Casona ofrece más peligro por su aspecto un tanto señorial. Ahora el señorío no está de moda.
 Diario de guerra.

Escapó a las posiciones dominadas por el bando sublevado atravesando la sierra de Híjar por la noche, y se alistó voluntario en el ejército rebelde. Como combatiente recorrió el sector norte palentino y sus posiciones, como el monte Bernorio, San Salvador, o Nestar. Alcanzó el grado de alférez, con el que luchó en los frentes de Asturias, Ávila, Segovia, y Extremadura.
El libro, en forma de diario y con fotografías del mismo autor, es un valioso testimonio histórico que relata las vicisitudes vividas durante la guerra desde el punto de vista marcado por la humanidad de sus protagonistas y sus emociones más allá de las convicciones políticas de unos y otros.